# Mikroskopische Polyangiitis
Die mikroskopische Polyangiitis (MPA) ist eine Vaskulitis (Entzündung der Blutgefäße), die zur Gruppe der Autoimmunerkrankungen gehört. Sie ist, ähnlich der Granulomatose mit Polyangiitis (ehem. Morbus Wegener), mit ANCA-Autoantikörpern assoziiert.

## Bezeichnung und Nomenklatur
Die MPA wurde lange Zeit als Unterform der Polyarteriitis nodosa (PAN) angesehen. Aus dieser Zeit rührt auch noch die Abkürzung „mPAN“ um sie von der klassischen PAN (cPAN) zu unterscheiden. Gemäß der Chapel Hill Consensus Conference von 1994 ist die MPA jedoch als eigenständige Erkrankung anzusehen.

## Epidemiologie
Die MPA ist eine seltene Erkrankung, deren jährliche Inzidenz mit 4 Fällen pro 1 Million Einwohner angegeben wird.

## Ursache
Eine genaue Ursache für die MPA ist wie bei fast allem Autoimmunerkrankungen nicht bekannt, eine kausale Rolle der pANCA-Autoantikörper wird jedoch diskutiert. Im Gegensatz zur Polyarteriitis nodosa ist die MPA nicht mit einer chronischen Hepatitis B assoziiert.

## Symptome
- Nierenbeteiligung (70 %): Glomerulonephritis bis zur rapid progressiven Glomerulonephritis mit Halbmondbildung; Entwicklung einer renalen Hypertonie und einer Niereninsuffizienz. Im Urin Mikrohämaturie, Proteinurie.
- Lunge: pulmonale Vaskulitis, evtl. mit alveolärer Hämorrhagie und Blut im Sputum, Pneumonitis, selten fibrosierende Alveolitis.
- Hautveränderungen (40 %): subkutane Knötchen, palpable Purpura vor allem an der unteren Extremität, evtl. mit Nekrosen, leukozytoklastische Vaskulitis.
- Weitere Symptome: Polyneuritis, Sinusitis, Episkleritis, Myalgien, Arthralgien, chronische Bronchitis, Doppelbilder, blutiger Schnupfen.[3]

## Differentialdiagnose
- Kollagenosen, vor allem systemischer Lupus erythematodes
- granulomatöse Polyangiitis
- Polyarteriitis nodosa
- andere Vaskulitiden

Die MPA ist klinisch mit der granulomatösen Polyangiitis zu vergleichen, histologisch findet sich aber keine granulomatöse Entzündung. Auch bei der MPA finden sich ANCA (antineutrophile cytoplasmatische Antikörper), in 60 % der Fälle sind diese mit dem Zielantigen MPO (Myeloperoxidase) assoziiert.

## Therapie
Es gibt keine eigenständigen Untersuchungen zur Therapie der MPA. Es wird eine an den Schweregrad angepasste Therapie empfohlen, wie bei der granulomatösen Polyangiitis. Nach einer Induktionstherapie – in der Regel mit Kortikosteroiden und Cyclophosphamid – schließt sich eine Erhaltungstherapie an – mit Azathioprin oder Methotrexat, letzteres nicht bei Nierenbeteiligung.